# Best Friend (сингл Young Thug)
«Best Friend» — перший сингл з мікстейпу Slime Season американського репера Young Thug, виданий 20 листопада 2015 р. 12 грудня дебютував на 98-ій сходинці Billboard Hot 100, пізніше піднявся на 72-гу.

## Відеокліп
Режисер: Бе Ел Бе. Співрежисер: Young Thug. Прем'єра відбулась на офіційному YouTube-каналі виконавця 14 вересня. Станом на 17 грудня 2015 кліп мав понад 42 млн переглядів.

## Чартові позиції
| Чарт (2015)                             | Найвища позиція |
| --------------------------------------- | --------------- |
| США (Billboard Hot 100)                 | 60              |
| США (Hot R&B/Hip-Hop Songs) (Billboard) | 21              |